# Hoshihananomia perlata
Hoshihananomia perlata là một loài bọ cánh cứng trong họ Mordellidae. Loài này được Sulzer miêu tả khoa học năm 1776.